# Harry Potter and the Deathly Hallows: Part I (игра)
Harry Potter and the Deathly Hallows: Part 1 (с англ. — «Гарри Поттер и Дары Смерти: Часть 1») — компьютерная игра, разработанная студией EA Bright Light и изданная компанией Electronic Arts; сюжет игры основан на сюжете одноимённого романа Джоан Роулинг и его экранизации. Вышла 16 ноября 2010 года в версиях для персонального компьютера, PlayStation 3, Xbox 360, Wii, Nintendo DS и мобильных телефонов.
Подобно одноимённому фильму, игра поделена на две части. Продолжение — Harry Potter and the Deathly Hallows: Part II — было официально представлено 13 июля 2011 года.

## Игровой процесс
Игра выполнена в жанре action-adventure: игроку, управляя Гарри (или другими игровыми персонажами), необходимо исследовать локации, периодически сражаясь с врагами при помощи волшебной палочки, используя различные заклинания, предусмотренные разработчиками. Игра перемежается видеороликами и диалогами.

## Сюжет
Игра является прямым продолжением предыдущей части, «Гарри Поттер и Принц-полукровка», которая так же, как и «Дары Смерти», сделана по одноимённому фильму и книге.
Волшебный мир, также как и школа Хогвартс, захвачены приспешниками Темного Лорда — Пожирателями.
Гарри, Рон и Гермиона отправляются на поиски Крестражей — надежно спрятанных волшебных предметов, в которых находятся частицы души Волан-де-Морта. Грядущее готовит последнее сражение между Добром и Злом.

### Враги
Враги Гарри и друзей — пожиратели смерти и помогающие им егеря; дементоры; чудовища акромантулы, инферналы, докси, а также Гремучая ива.
Боссы — противники, которые являются основными в конкретных уровнях: Долорес Амбридж, Нагайна и Крестраж. Противники в финальном задании игры: семья Малфоев (Драко, Люциус, Нарцисса) и Беллатриса Лестрейндж

#### Бонусы
В игре есть множество бонусов, собирая которые можно получить дополнительные преимущества. В частности, это: «Ежедневный Пророк» — подчиненная новому правительству Пожирателей газета, клевещущая на Альбуса Дамблдора; «Придира» — одна из немногих газет, выступающих в поддержку Альбуса Дамблдора, а также «Поттеровский дозор» — радиопередача, которая ведется партизанами, является рупором правды в мире, который стал подчинен точке зрения Пожирателей, сообщает о последних новостях. В основном, их можно найти в сундуках.

## История разработки

### Анонсирование игры и первая информация
8 февраля 2010 года компания разместила в открытом доступе отчёт, который содержал сведения об играх, находящихся в разработке, выход которых запланирован на 2010—2011 годы.
В этом списке, наряду с такими играми, как Dead Space 2, Crysis 2, FIFA 11, NHL 11, Skate 3, неназванных проектов из серий The Sims и Spore, фигурировало условное название «Harry Potter Title TBA» (рус. разрабатываемая игра о Гарри Поттере). Игра была отнесена к секции игр, которые должны выйти в третьем квартале 2010 года (который начинается 1 октября и завершается 31 декабря).
Первая (из двух) часть экранизации последней книги — «Гарри Поттер и Дары Смерти» также была запланирована к выходу на данный финансовый год, что стало основанием предполагать, что игра будет выпущена к премьере фильма.

#### Пресс-релиз
Более точные и расширенные сведения стали известны в начале лета — 1 июня 2010 года, когда компанией Electronic Arts был опубликован подробный официальный пресс-релиз, на основе которого затем появились и первые публикации об игре в профильной прессе. Документ сообщал о том, что в разработке находятся сразу две компьютерные игры по мотивам последней части книги и её экранизации.
Таким образом, стало известно, что игра, подобно фильму, разделена на два отдельных эпизода — «Harry Potter and the Deathly Hallows: Part I» (рус. «Гарри Поттер и Дары Смерти: Часть I») и «Harry Potter and the Deathly Hallows: Part II» (рус. «Гарри Поттер и Дары Смерти: Часть II»). Выход первого эпизода назначен на 9 ноября 2010 (из этого следует, что игра выходит раньше одноимённого фильма, премьера которого должна состояться 17 ноября 2010 года), в то время как выход второй части запланирован на 2011 год, без точного уточнения месяца и числа.
В анонсе говорилось о том, что за разработку игры ответственна внутренняя студия компании Electronic Arts — EA Bright Light, располагающаяся в Гилдфорде, графство Суррей, Великобритания. Силами данной компании были созданы три предыдущие игры серии — «Гарри Поттер и Кубок Огня», «Гарри Поттер и Орден Феникса» и «Гарри Поттер и Принц-полукровка». Компания Bright Light начала заниматься играми о Гарри Поттере, начиная с четвёртой части; первые три были разработаны несколькими другими компаниями, не являющимися дочерними студиями Electronic Arts, среди них были KnowWonder Digital Mediaworks и Argonaut Games.
Позднее на официальном сайте игры была размещена страница «EA Bright Light Team» (рус. «Команда EA Bright Light»), на которой содержался список с перечислением имен основных разработчиков, причастных к созданию игры, были описаны их роли в работе над проектом и личные предпочтения в компьютерных играх.

В списке присутствовали продюсеры Джонатан Банни (англ. Jonathan Bunney) и Даррен Поттер (англ. Darren Potter); художники и дизайнеры Келвин Тьют (англ. Kelvin Tuite), Ли Робинсон (англ. Lee Robinson), Мэтт Берч (англ. Matt Birch) и Марио Д’Онофрио (англ. Mario D'Onofrio); технический директор Пол Брэйн (англ. Paul Brain); звукорежиссёр Эдель Каттинг (англ. Adele Cutting); ведущий геймдизайнер Крис Робертс (англ. Chris Roberts) и ведущий программист (англ. lead engineer) Гурджит Сидху (в.-пандж. Gurjeet Sidhu). Упоминалось, что запись музыкального сопровождения будет вестись лондонским симфоническим оркестром «Филармония».
Действие игры «Гарри Поттер и Дары Смерти» впервые в серии разворачивается вне Хогвартса — школы чародейства и волшебства, в которой обучались главные герои. Согласно сюжету, Хогвартс захвачен сторонниками Волан-де-Морта и находится под их полным контролем. Многие преподаватели и ученики смирились с данным фактом, а некоторые даже встали на сторону захватчиков; иные же, в числе которых и главные персонажи книги — Гарри Поттер, Рон Уизли и Гермиона Грейнджер — были вынуждены покинуть школу, готовясь к восстанию. Местом действия событий романа, экранизации и одноимённой игры выбран Лондон и его окрестности.
Согласно официальному пресс-релизу:

«Последнее приключение Гарри Поттера дало нам возможность создать более мрачную и экшн-ориентированную игру, чем прежде» — заявил Джонатан Банни (англ. Jonathan Bunney), глава отдела производства студии EA Bright Light. (…)
«Игра „Гарри Поттер и Дары Смерти: Часть I“ от начала и до конца наполнена действием и борьбой за выживание. Герои постоянно спасаются от опасности и сражаются за свою жизнь, самоотверженно пытаясь найти и уничтожить Крестражи Волан-де-Морта. (…) Больше не будет никаких уроков и никаких тренировок. Опасность реальна и игрокам предстоит бороться за свою жизнь».

Стали известны и платформы, на которых будет выпущена игра: персональный компьютер, игровые консоли PlayStation 3, Xbox 360, Wii, Nintendo DS и мобильные телефоны.

#### Рекламная кампания и первый трейлер
Для продвижения игры разработчиками была развернута рекламная кампания в социальной сети Facebook. На странице игры размещены базовые сведения об игре, скриншоты и дебютный трейлер.
Трейлер, показанный до этого на конференции E3 2010, был впервые обнародован одновременно с анонсом игры — 1 июня 2010 года. Ролик продолжительностью в минуту и тридцать семь секунд демонстрировал игровые локации (заснеженные улицы Лондона, вечерний и ночной лес), изменившийся внешний вид главных героев и некоторых врагов. Так, Гарри сражался с армией Пожирателей смерти, драконом и гигантскими пауками. Мимолетно был показан и эпизод перелета Гарри и его друзей в конспирационную квартиру, во время которого на них нападают Пожиратели. Данный ролик был размещен и на специально открытом разработчиками студии EA Bright Light канале на популярном сервисе для просмотра онлайн-видео YouTube.

### Дальнейший ход разработки
2 июня 2010 год на сайте «MuggleNet», посвященному романам, фильмам и играм о Гарри Поттере, появился материал о разработке игры, опубликованный в двух частях.
В первой части описывались общие сведения об игре и сюжете; во второй — перечислялись некоторые элементы игры и технические параметры: заклинания, которые будут доступны в игре (включая Круциатус), враги главных персонажей (помимо Пожирателей смерти и дементоров, появятся также пикси, тролли и другие существа). Сообщалось о том, что в игре будет около восьмидесяти уникальных персонажей, сорок внутриигровых роликов и более чем двадцать локаций, в числе которых и уровни, показанные в первом трейлере.

Игра будет вестись только Гарри Поттером (в противовес нескольким предыдущим играм, например, «Гарри Поттер и Узник Азкабана» и «Гарри Поттер и Кубок Огня», где у игрока была возможность управлять другими героями — Роном и Гермионой). Во второй части данного материала сообщалось, что в игре задействован новый игровой движок собственной разработки компании, который способен обрабатывать 1,23 миллиона полигонов в кадре и поддерживает смешанную анимацию (англ. animation blending) персонажей. Во время работы над лицевой мимикой использовалась Система кодирования лицевых движений (англ. Facial Action Coding System), которая помогла аниматорам достоверно смоделировать микродвижения лица.

 Первоначально данный метод был создан профессором Полом Экманом, который затем стал прототипом главного героя сериала «Обмани меня», для обучения распознавания лжи и прочих человеческих эмоций при помощи микровыражений.
Стало известно и о том, что создавать музыкальное сопровождение для игры будет композитор Джеймс Хэнниган (англ. James Hannigan). Хэнниган, неоднократно номинировавшийся на премию BAFTA, работал над такими играми, как Command & Conquer 4: Tiberian Twilight, Sim Theme Park , Freelancer, «Облачно, возможны осадки в виде фрикаделек» и двумя предыдущими частями игры о Гарри Поттере.
В тот же день появился предварительный обзор игры на сайте GameSpot, который специализируется на компьютерных играх. Обзор был сделан согласно демонстрационной версии, которая ранее была показана прессе на выставке Е3 2010. Описывалось несколько моментов из игрового процесса; в значительной части обзора внимание было уделено врагам и действию заклинаний, которые сможет использовать игрок.
Немногим позднее стало известно, что дистрибьютором игры на территории России и стран СНГ стала компания 1С. На странице игры сообщалось, что полностью переведенными на русский язык выйдут версии для ПК, Xbox 360 и PlayStation 3; версия для Wii будет продаваться на английском языке.

Впоследствии компанией Electronic Arts также была открыта русская версия сайта о компьютерной игре. На сайте повторялись новости с английской версии, переведенные на русский язык. Примечательно, что при передаче различных терминов на сайте использовались варианты из официального перевода книг. В течение нескольких месяцев были опубликованы сведения о том, что стал известен окончательный вид русского варианта обложки игры; о поддержке технологии Kinect (только с приставкой Xbox 360), которая позволит проходить игру в кооперативном режиме (для этого режима в игре будут присутствовать специальные эпизоды); опубликована новость о том, что актёры Джеймс и Оливер Фелпс, которые играют в фильмах о Гарри Поттере близнецов Фреда и Джорджа Уизли, будут присутствовать на выставке Gamescom в Германии, представляя игру; а также новость, что в оригинальном (английском) озвучивании будут участвовать некоторые актёры из фильма, в частности, Руперт Гринт (Рон Уизли), Джеймс и Оливер Фелпс (Фред и Джордж), Эванна Линч (Полумна Лавгуд) и другие артисты. Участие Дэниела Рэдклиффа, играющего в фильмах роли Гарри Поттера, не упоминалось.
27 сентября 2010 года на официальном русском сайте игры была опубликована новость под заглавием «EA Bright Light: как в точности воссоздать персонажей». В материале сообщалось о том, что разработчики игры впервые за время работы над серией игр, получили высококачественные отсканированные изображения лиц главных исполнителей ролей в фильме, на основе которых будут смоделированы лица виртуальных героев. Кроме того, при создании моделей главных героев, разработчиками также использовались снимки актёров с разных ракурсов и при разном освещении. «Костюмы — ещё один важный элемент, необходимый для воссоздания облика Гарри и других обитателей его мира. Мы получаем фотографии одежды героев, использованной в каждой сцене фильма, и имеем возможность внимательно изучить различные оттенки ткани и текстуру», — сообщали разработчики.
29 сентября появилась новость на официальном сайте игры, в которой говорилось о том, что в игре будет присутствовать Добби — свободный домовой эльф, который не раз выручал из беды Гарри Поттера на протяжении книжной серии романов. В компьютерных играх о Гарри Поттере данный персонаж появляется исключительно в небольшом ролике второй части. Позже была опубликована статья под заголовком «EA Bright Light, взгляд изнутри: как технология „захвата движения“ помогает „оживить“ мультипликационные ролики», в которой разработчики кратко знакомят читателей сайта с процессом создания внутриигровых роликов.

Съемки сцен для всех игровых видеороликов проходили в Великобритании, в павильонах легендарной Pinewood Studios, где также были сняты многие сцены самого фильма. Чтобы актёры могли более точно и уверенно взаимодействовать с игровым окружением, вокруг съемочной площадки были установлены экраны — на них отображались цифровые персонажи в сгенерированных компьютером трехмерных декорациях, и эти персонажи в реальном времени повторяли все движения актёров. (…)
После того как весь необходимый материал отснят, начинается кропотливая работа над созданием непосредственно мультипликационных роликов. Движения актёров накладываются на готовые модели персонажей, которые затем помещают в трехмерные декорации. После этого устанавливаются ракурсы камер — в точности так, как на предварительно созданной раскадровке. (…) 
 «Потом мы добавляем лицевую анимацию и движения рук для каждого из персонажей», — объясняет Алекс Годсилл, старший режиссёр-мультипликатор. (…) После чего сцены экспортируются в наш новый игровой редактор, где мы добавляем визуальные эффекты, выставляем нужное освещение и устанавливаем точки фокусировки камер.

В последующих материалах, которые разработчики разместили на сайте, говорилось о Системе кодирования лицевых движений, которая используется разработчиками игры для создания проработанной мимики у персонажей; заклинаниях, которые разрешено будет применить игрокам (перечислялись следующие заклятия: Остолбеней, Экспульсо, Экспеллиармус, Вспыхни, Петрификус Тоталус, Конфундус, Импедимента, Протего, Экспекто Патронум, Круциатус, Непростительное заклятие, Вингардиум Левиоса, Направление, Фините Инкантатем); о возможности использовать мантию-невидимку при прохождении заданий; о возможности употреблять зелья, как для улучшения здоровья, так и в схватках с врагами.
2 ноября 2010 года на сайте был размещен первый выпуск передачи «Поттеровский дозор» на русском языке. В мире книг о Гарри Поттере, «Поттеровский дозор» — едва ли не единственная правдивая радиопередача, которая подпольно ведется членами «Отряда Дамблдора» и призвана объективно освещать происходящие события.
8 ноября на сайте игры была размещена главная музыкальная тема игры, написанная композитором Джеймсом Хэнниганом. «Работа над предыдущими играми о Гарри Поттере принесла мне большое удовольствие, и я с радостью согласился взяться за создание музыкального сопровождения для „Гарри Поттера и Даров Смерти“», — сообщил Хэнниган. «С точки зрения стилистики, музыка в новой игре стала более мрачной — точно так же, как и сам сюжет. Но там все же присутствуют свои светлые моменты». Запись музыки к игре велась в лондонской студии Air Studios при участии филармонического оркестра.
12 ноября были опубликованы новые скриншоты; спустя несколько дней появилась новость о том, что в игре будет специальный режим, который можно будет разблокировать, поднеся коробку с игрой, обложка с которой содержит специальное изображение, к веб-камере; 11 ноября был опубликован новый трейлер игры «В поисках крестражей», а позднее и последний ролик, названный «Силы тьмы» и показывающий некоторые аспекты игры и фрагменты внутриигровых роликов. Примечательно, что ролик был размещен и на русском канале компании Electronic Arts в сервисе YouTube, будучи полностью переведенным на русский язык, демонстрируя, таким образом, русскоязычную локализацию игры.

### Выход игры
В конечном итоге игра, о которой стало известно 8 февраля 2010 года, благодаря отчёту о будущих играх, опубликованному компанией Electronic Arts, была выпущена впервые в Северной Америке и на территории Азии 16 ноября 2010 года, одновременно с мировой премьерой одноимённого фильма.
На территории Европы, согласно данным, опубликованным на сайте GameSpot, игра вышла 19 ноября 2010 года; днем раньше состоялся выход игры в Австралии. В России игра вышла 18 ноября 2010 года. Позднее было выпущено обновление (патч) для игры, которое устранило ряд найденных разработчиками проблем.

## Рецензии и оценки
| Сводный рейтинг    | Сводный рейтинг | Сводный рейтинг | Сводный рейтинг | Сводный рейтинг | Сводный рейтинг |
| Издание            | Оценка          | Оценка          | Оценка          | Оценка          | Оценка          |
| Издание            | DS              | PC              | PS3             | Wii             | Xbox 360        |
| ------------------ | --------------- | --------------- | --------------- | --------------- | --------------- |
| GameRankings       | 56,67 %         | 33,50 %         | 39,79 %         | 45,00 %         | 43,61 %         |
| Metacritic         | 59 / 100        | 37 / 100        | 38 / 100        | 43 / 100        | 37 / 100        |
| Иноязычные издания |                 |                 |                 |                 |                 |
| Издание            | Оценка          | Оценка          | Оценка          | Оценка          | Оценка          |
| Издание            | DS              | PC              | PS3             | Wii             | Xbox 360        |
| IGN                | N/A             | N/A             | 2,0 / 10        | 2,0 / 10        | 2,5 / 10        |

| Иноязычные издания    | Иноязычные издания |
| Издание               | Оценка             |
| --------------------- | ------------------ |
| 1UP.com               | D                  |
| AllGame               | [ 69 ]             |
| Eurogamer             | 3 /10              |
| G4                    | 2 / 5              |
| Game Informer         | 5,5 / 10           |
| GamePro               | [ 73 ]             |
| GameSpot              | 5,0 / 10           |
| GamesRadar+           | 2 / 10             |
| GameTrailers          | 6,4 / 10           |
| ONM                   | 60 %               |
| Русскоязычные издания |                    |
| Издание               | Оценка             |
| Absolute Games        | 45 %               |
| PlayGround.ru         | 4,0 / 10           |
| «Домашний ПК»         | [ 80 ]             |
| «Игромания»           | 4,5 / 10           |
| «ЛКИ»                 | 69 %               |
| Gameland              | 4,0 / 10           |
| StopGame.ru           | «Мусор»            |

Игра «Harry Potter and the Deathly Hallows: Part I» получила различные оценки от специализированной игровой прессы.

### Англоязычные издания
Так, известнейший англоязычный игровой сайт IGN оценил различные версии игры следующими баллами: версия для приставки Wii — 2.0 из 10; версия для PlayStation 3 — 2.0 из 10; версия для Xbox 360 — 2.5 из 10. Сайт GamePro поставил игре 1.5 из 5 баллов. Другой сайт, 1UP.com, оценил версии для Xbox 360 и PlayStation 3 оценкой D, что равняется одному баллу из пяти. Сайт Allgame оценил игру в два балла из пяти.

 Eurogamer поставил два балла из пяти для всех версий игры, как G4 и GamesRadar; Game Informer — 5 из 10, как и другой известный сайт, GameSpot. На GameTrailers игру оценили в 6.4 из 10, а журнал Official Nintendo Magazine поставил 60 %.
Общая оценка, подсчитанная на основании нескольких рецензий на различных сайтах рейтингом Metacritic (для PC-версии) составила 37 из 100. Версия для Nintendo DS на Metacritic получила 59 из 100, для PS3 — 38 из 100, для Xbox 360 — 37 из 100, и для Wii — 43 из 100.
Суммарная оценка на других сайтах-агрегаторах оценок (см. также шаблон справа) примерно равняется баллам, полученным на Metacritic.

### Русскоязычные издания
Русскоязычные издания поставили игре преимущественно низкие оценки. Рецензент сайта Absolute Games оценил игру в 45 %. Издания Gameland и PlayGround.ru оценили игру в 4.0 из 10, а сайт StopGame.ru оценил игру как «мусор». Известный журнал «Игромания» поставил 4,5 из 10. Украинский русскоязычный журнал «Домашний ПК» поставил игре два балла из пяти.
Достаточно высокую оценку — 69 % — поставил игре журнал «Лучшие компьютерные игры». Рецензент подвела итог словами: «История последней части пересказана верно, но все же на свой, весьма специфический, лад. Из волшебной сказки разработчики попытались сделать брутальный боевик».